# Bug (pel·lícula de 1975)
Bug és una pel·lícula de terror estrenada en 1975 dirigida per Jeannot Szwarc (Tauró 2, estrenada tres anys després) produïda per William Castle, sent l'última pel·lícula produïda per ell i protagonitzada per Bradford Dillman, Joanna Miles i Alan Fudge. Basada en la novel·la de Thomas Page The Hephaestus Plague. The film starred Bradford Dillman, Joanna Miles and Richard Gilliland.

## Argument
Un terratrèmol allibera unes paneroles, les quals pertanyen a espècie mutada vinguda del fons de la Terra que produeix foc en xocar els seus cèrcols. Moltes d'elles no van poder sobreviure a la pressió terrestre, però un científic n'allotja a una en una cambra hiperbàrica, creant així una espècie de super-paneroles voladores provocant pànic en la gent.

## Elenc
- Bradford Dillman – Professor James Parmiter
- Joanna Miles – Carrie Parmiter
- Richard Gilliland – Gerald Metbaum
- Jamie Smith-Jackson – Norma Tacker
- Alan Fudge – Professor Mark Ross
- Jesse Vint – Tom Tacker
- Patty McCormack – Sylvia Ross
- Brendan Dillon – Charlie
- Frederic Downs – Henry Tacker
- James Greene – Reverend Kern
- Jim Poyner – Kenny Tacker

## Efectes especials
La pel·lícula no tenia so, només estranys sons electrònics que representaven a les bestioles i s'escolten quan estan en pantalla Tot i això, va rebre la Medalla de Plata als millors efectes especials al IX Festival Internacional de Cinema Fantàstic i de Terror:

## Crítiques
La pel·lícula va rebre crítiques negatives, la pàgina Rotten Tomatoes va reportar un 29%, de 7 crítiques comptades, 5 van ser "podrits" i 2 "frescos", els usuaris la van qualificar amb un 29%. En la pàgina IMDb va tenir una qualificació de 5.1 de 10. La pel·lícula va tenir una recaptació domèstica de $3.602.023.

## Curiositats
L'escena amb Joanna Miles de l'interior de la casa i la cuina són decorats també de la sèrie de l'ABC The Brady Bunch.